# Pensum (undervisning)
 For alternative betydninger, se Pensum. (Se også artikler, som begynder med Pensum)
Pensum er indholdet af en formel uddannelse, omfattende beskrivelse af og et tidsbestemt krav for gennemgang af læse- og studieplaner, blandt andet undervisnings-og lærestof, relevante kurser, ekskursioner etc., på skoler, gymnasier og universiteter.